# 標籤效應
標籤效應（英文：Labelling）是教育心理學、政治學和社會學的名詞。標籤效應是一個自然人、一個組織、一個地區給別人貼上標籤之後所產生的效應，包括強化、自我認同、刻板印象。例如把台湾製造的商品與黑心商品劃上等號，把非法移民與不守規矩、禮儀劃上等號等。貼標籤或使用標籤是用一個詞或一個短語來描述某人或某事。 例如，將違反法律的人描述為罪犯。標籤理論是社會學中的一種理論，它將人們的標籤歸因於控制和識別異常行為。有人認為標籤是溝通所必需的。 然而，該術語的使用通常是為了強調這樣一個事實，即標籤是從外部應用的描述，而不是被標籤事物固有的東西。這樣做有幾個原因：
- 引發關於什麼是最佳描述的討論
- 拒絕特定標籤
- 拒絕整個想法，即標記的事物可以用一個簡短的短語來描述

最後一種用法可以看作是對這種簡短描述過於簡化的指責。
給某物貼上標籤可以被看作是積極的，但在這種情況下通常不使用標籤這個詞。例如，為共同身份命名在身份政治中被視為必不可少的。
標籤通常等同於歸類或使用刻板印象，並可能會遇到與這些活動相同的問題。
人的標籤可以與參考組相關。例如，標籤黑和白與黑人和白人有關；年輕和老邁的標籤與年輕人和老年人有關。
藝術作品的標籤可能與流派有關。例如，一段音樂可能被描述為前衛搖滾或獨立或拉加叢林鼓和貝斯。但是，還有其他標籤可以應用於作品，例如衍生、低或高。在藝術作品的背景下，標籤這個詞的使用比人們少。然而，它也常常代表拒絕一個標籤。例如，藝術家可能會覺得標籤製作者試圖將藝術家的作品範圍限制在標籤所涵蓋的範圍內。

## 被標籤物（部份）
- 台湾製造
- 新移民、外勞
- 原住民
- 悲情城市
- 精神病、智障
- 左派、右派
- 政治人物
- 公務人員
- 左膠
- 中文中學
- 更生人士
- 上流社會
- 宅男、毒男
- 腐女
- 港女
- 同性戀
- 基督教、伊斯蘭教、 佛教、拜神
- 難民、第三世界
- 亞裔、有色人種
- 肥胖、超重、消瘦
- 中共同路人
- 糖尿病
- 自閉症
- 廢青、躺平、失業
- 自言自語
- 多管閒事
- 中港矛盾
- 怪獸家長
- 旁觀者
- 自私
- 冒犯
- 退休人士
- 家庭主婦
- 社畜

## 外部連結
- 二戰期間，美國心理學家在標籤效應的發現[永久]
- 英文中學等同名校的標籤效應
- 教育巧用標籤效應[永久]
- 高血壓病人的「標籤效應」 （页面存档备份，存于）
- 超級女聲的群體標籤效應[永久]
- 罪犯資料庫的標籤效應 （页面存档备份，存于）